# Ачикулак
Ачикула́к — село в Нефтекумском городском округе Ставропольского края России.

## Название
От тюрк. ачы — «горький» и кулак — «балка, ущелье».
Ногайское название Ашыкулак означает «горькая балка»: «ашы» — горький, «кулак» — балка. Топоним связан с тем местом — балкой, где протекает ручей Горькая Балка. В летний период берега балки покрываются солью. Отсюда и второе название местности — Шалаш, где «шал» можно перевести как «седой», а «ашы» — «горькая балка».
Также встречалось название «Ставка Ачикулак».

## География
Расположено в северо-западной части Ногайской степи, на реке Горькая Балка.
Расстояние до краевого центра: 260 км.
Расстояние до районного центра: 30 км.

## История
В 1830 году основана Ачикулакская ставка — место пребывания пристава Ачикулак-Джембулуковского приставства в составе Ставропольской губернии, населённого ногайцами.
В 1860 году в Ачикулаке был открыт первый постоялый дом («кунацкий дом»). В 1869 году открылась школа с преподаванием русского и ногайского языков:227, ставшая первой светской школой в регионе.
В 1898 году была заложена «Казённая шелюговая и осокоревая плантация по успокоению песков», положившая начало степному лесоразведению на Северном Кавказе.
В 1904 году была сооружена первая артезианская скважина, в 1906 году открыта больница, в 1908 году — библиотека.
14 сентября 1918 года образован Ачикулакский сельский совет.
С 1920 по 1965 год Ачикулак являлся административным центром Ачикулакского района, входившего в разные годы в состав Дагестанской АССР, Орджоникидзевского края, Ставропольского края, Грозненской области.
В 1923 году была организована первая сельхозартель «Слава труду», председателем которой стал Никитин Пётр Николаевич. Создана первая комсомольская ячейка, в которую вошли 7 человек.
По данным переписи 1926 года в ставке Ачикулак числилось 508 хозяйств с населением 2035 человек (1009 мужчин и 1026 женщин), из них — 1881 русских и 154 прочих:10. По состоянию на 1 октября 1929 года здесь располагались: школа:10; районная больница на 25 коек с амбулаторией; ветеринарный пункт; агрономический пункт с тремя агрономами, обслуживающий весь район:26—27; потребительское общество; сельскохозяйственное кредитное и животноводческое товарищества; почтово-телеграфное отделение:10.
В 1929 году началась коллективизация в районе, в селе Ачикулак образовался первый колхоз с названием «Хлебороб». Перед войной он разделился на колхоз им. Чапаева и колхоз им. Чкалова. Первым председателем колхоза был Ямпольский Сергей Иванович.
В 1930 году образована Ачикулакская машинно-тракторная станция, которая вместе Каясулинской МТС ежегодно обрабатывала 131 128 гектаров земли.
11 января 1943 года группа войск под командованием генерал-лейтенанта И. И. Масленникова в результате упорных боев освободила Ачикулак от немецко-фашистских войск.
Была башня для воды, но в 1968 году была разрушена.
До 2017 года село  образовывало упразднённое сельское поселение село Ачикулак.
Постановлением Губернатора Ставропольского края от 20 апреля 2020 года № 160 селу Ачикулак присвоено почётное звание «Населённый пункт воинской доблести».

## Население
| 1926  | 1939  | 1959  | 1979  | 1989  | 2002  | 2010  | 2011  | 2012  |
| ----- | ----- | ----- | ----- | ----- | ----- | ----- | ----- | ----- |
| 2035  | ↗5026 | ↘4356 | ↗5531 | ↗5940 | ↗6916 | ↘6100 | ↘6091 | ↗6115 |
| 2013  | 2014  | 2015  | 2016  | 2017  | 2021  | 2023  |       |       |
| ↘6040 | ↘5972 | ↘5960 | ↘5948 | ↘5936 | ↘5691 | ↗5700 |       |       |

Гендерный состав
По итогам переписи населения 2010 года проживали 2862 мужчины (46,92 %) и 3238 женщин (53,08 %).
Национальный состав
По итогам переписи населения 2010 года проживали следующие национальности (национальности менее 1 %, см. в сноске к строке "Другие"):
| Национальность | Численность | Процент |
| -------------- | ----------- | ------- |
| Русские        | 3295        | 54,02   |
| Даргинцы       | 1659        | 27,20   |
| Ногайцы        | 309         | 5,07    |
| Корейцы        | 216         | 3,54    |
| Аварцы         | 83          | 1,36    |
| Рутульцы       | 83          | 1,36    |
| Лакцы          | 74          | 1,21    |
| Другие         | 381         | 6,25    |
| Итого          | 6100        | 100,00  |

## Упразднённое сельское поселение Село Ачикулак
В 2017 году муниципальные образования Нефтекумского района были объединены в Нефтекумский городской округ.
Главы администрации
- Дмитрий Николаевич Сокуренко
- с 14 сентября 2014 года — Евгений Викторович Юхненко

## Инфраструктура
- Дом культуры. Открыт 24 октября 1960 года[34]
- Восточненская сельская библиотека. Открыта 27 мая 1968 года[9]
- Детская библиотека. Открыта 27 мая  1953 года[9]
- Больница
- Научно-исследовательская лесная опытная станция[35]

## Образование
- Детский сад № 12 «Дюймовочка». Открыт 12 марта 1943 года[36][37]
- Детский сад № 13 «Колосок»[38]
- Средняя общеобразовательная школа № 10. Открыта 20 сентября 1908 года[9]
- Детская музыкальная школа[39]. Открыта 1 сентября 1960 года[40]
- Художественная школа

## Экономика
- Предприятия сельского хозяйства
- Агрофирма «Восток-1». Образована 1 декабря 1957 года как овцесовхоз «Ачикулакский»[41]
- Отделение № 7908/002 Сбербанка. Открыто в 1 января 1947 года[42]

## Религия
- Храм Святителя и Чудотворца Николая[43]

## Кладбища
В границах посёлка расположены 3 кладбища: общественное открытое (137 430 м²), вероисповедальное закрытое (10 700 м²) и вероисповедальное открытое (5222 м²).

## Памятники
- Могила коммунистки В. П. Быченко, расстрелянной фашистами[45]
- Братская могила 5 советских воинов, погибших в борьбе с фашистами[46]
- Могила лётчика Чипирова, погибшего в бою с фашистами. 1942, 1965 года[47]
- Братская могила 235 советских воинов, погибших в борьбе с фашистами. 1942—1943, 1966 года[48]
- Братская могила 3 советских воинов, погибших в борьбе с фашистами. 1942, 1967 года[49]
- Братская могила советских воинов, погибших в боях с фашистами[50]